# Fujimi, Nagano
Fujimi (japanska: 富士見町?, Fujimi-machi) är en landskommun (köping) i Nagano prefektur i Japan.  